# Still Waters
Still Waters devetnaesti je studijski album australskog rock sastava The Bee Gees, koji izlazi u ožujku 1997.g. Album je bio vrlo složeni projekt. 1995. godine braća Gibb, stvorili su kompilacijsku baladu pod nazivom "Love Songs", uz neke nove snimke. Bee Gees je nove skladbe snimao u vremenu od 1996. i 1997., dok novi album konačno nije objavljen u ožujku 1997. Rezultat ove tri godine snimanja, bio je njihov najveći hit u zadnjih petnaest godina, koji je pokupio vrlo pozitivne recenzije.
Album se prodao u preko pet milijuna primjeraka širom svijeta. Našao se na #2 britanske Top ljestvice i na #11 američke. Izdavačka kuća Polydor Records, bila je vrlo zadovoljna s prodajom albuma u americi, gdje se većina prodala u prvih nekoliko tjedana.
Bee Gees je materijal za album snimio s raznim producentima, koji uključuju; Russ Titelman, David Foster, Hugh Padgham i Arif Mardin. Prvi singl s albuma bila je skladba "Alone", koja je postala hit širom svijeta i zauzimala visoke pozicije na top ljestvicama, #5 u Velikoj Britaniji i #28 u Sjedinjenim Američkim Državama. Skladbe "I Could Not Love You More" i "Still Waters Run Deep", također su se našle na britanskoj Top 20 ljestvici.
2003. godine Robin Gibb, nanovo snima skladbu "My Lover's Prayer" u duetu s britanskim pjevačem i tekstopiscem Alistairom Griffinom. Došla je na #5 britanske Top ljestvice, a objavljena je na A-strani Griffinovog solo singla Bring It On. Skladba se također nalazi na njegovom debitantskom albumu Bring It On, koji je zauzeo #12 na britanskoj Top ljestvici.

## Popis pjesama
Sve pjesme skladali su Barry, Robin i Maurice Gibb.
1. "Alone" – 4:49
2. "I Surrender" – 4:18
3. "I Could Not Love You More" – 3:43
4. "Still Waters Run Deep" – 4:08
5. "My Lover's Prayer" – 4:00
6. "With My Eyes Closed" – 4:19
7. "Irresistible Force" – 4:36
8. "Closer Than Close" – 4:34
9. "I Will" – 5:08
10. "Obsessions" – 4:43
11. "Miracles Happen" – 4:12
12. "Smoke And Mirrors" – 5:00

## Vanjske poveznice
- discogs.com - Bee Gees - Still Waters